# Wimbledon 1971
De 85e editie van het Britse grandslamtoernooi, Wimbledon 1971, werd gehouden van maandag 21 juni tot en met zaterdag 3 juli 1971. Voor de vrouwen was het de 78e editie van het graskampioenschap. Het toernooi werd gespeeld bij de All England Lawn Tennis and Croquet Club in de wijk Wimbledon van de Britse hoofdstad Londen.
Op de enige zondag tijdens het toernooi (Middle Sunday) werd traditioneel niet gespeeld.
Het toernooi van 1971 trok 298.896 toeschouwers.

## Belangrijkste uitslagen
Mannenenkelspel

Finale: John Newcombe (Australië) won van Stan Smith (Verenigde Staten) met 6-3, 5-7, 2-6, 6-4, 6-4
Vrouwenenkelspel

Finale: Evonne Goolagong (Australië) won van Margaret Court (Australië) met 6-4, 6-1
Mannendubbelspel

Finale: Roy Emerson (Australië) en Rod Laver (Australië) wonnen van Arthur Ashe (Verenigde Staten) en Dennis Ralston (Verenigde Staten) met 4-6, 9-7, 6-8, 6-4, 6-4
Vrouwendubbelspel

Finale: Rosie Casals (Verenigde Staten) en Billie Jean King (Verenigde Staten) wonnen van Margaret Court (Australië) en Evonne Goolagong (Australië) met 6-3, 6-2
Gemengd dubbelspel

Finale: Billie Jean King (Verenigde Staten) en Owen Davidson (Australië) wonnen van Margaret Court (Australië) en Marty Riessen (Verenigde Staten) met 3-6, 6-2, 15-13
Meisjesenkelspel

Finale: Marina Krosjina (Sovjet-Unie) won van Susan Minford (Ierland) met 6-4, 6-4
Jongensenkelspel

Finale: Robert Kreiss (Verenigde Staten) won van Stephen Warboys (Groot-Brittannië) met 2-6, 6-4, 6-3
Dubbelspel bij de junioren werd voor het eerst in 1982 gespeeld.

## Toeschouwersaantallen en bezoekerscapaciteit
|           |        | Eerste week |         | Tweede week |
| --------- | ------ | ----------- | ------- | ----------- |
| Maandag   |        | 21.422      |         | 26.845      |
| Dinsdag   | 24.241 | 26.055      |         |             |
| Woensdag  | 31.437 | 23.696      |         |             |
| Donderdag | 32.438 | 20.385      |         |             |
| Vrijdag   | 30.225 | 17.427      |         |             |
| Zaterdag  | 27.918 | 16.807      |         |             |
| Zondag    | –      | –           |         |             |
| Totaal    |        | 298.896     | 298.896 | 298.896     |

| Baan               | Zitplaatsen        |                    | Baan               | Zitplaatsen |
| ------------------ | ------------------ | ------------------ | ------------------ | ----------- |
| Centre Court       | 10.651             |                    | Court No. 8        | –           |
| Court No. 1        | 5.100              | Court No. 9        | –                  |             |
| Court No. 2        | 1.650              | Court No. 10       | –                  |             |
| Court No. 3        | 800                | Court No. 11       | –                  |             |
| Court No. 4        | –                  | Court No. 12       | –                  |             |
| Court No. 5        | –                  | Court No. 13       | –                  |             |
| Court No. 6        | 250                | Court No. 14       | –                  |             |
| Court No. 7        | 250                |                    |                    |             |
| Totaal zitplaatsen | Totaal zitplaatsen | Totaal zitplaatsen | Totaal zitplaatsen | 18.701      |

1877 · 1878 · 1879 · 1880 · 1881 · 1882 · 1883 · 1884 · 1885 · 1886 · 1887 · 1888 · 1889 · 1890 · 1891 · 1892 · 1893 · 1894 · 1895 · 1896 · 1897 · 1898 · 1899 · 1900 · 1901 · 1902 · 1903 · 1904 · 1905 · 1906 · 1907 · 1908 · 1909 · 1910 · 1911 · 1912 · 1913 · 1914 · 1915–1918 · 1919 · 1920 · 1921 · 1922 · 1923 · 1924 · 1925 · 1926 · 1927 · 1928 · 1929 · 1930 · 1931 · 1932 · 1933 · 1934 · 1935 · 1936 · 1937 · 1938 · 1939 · 1940–1945 · 1946 · 1947 · 1948 · 1949 · 1950 · 1951 · 1952 · 1953 · 1954 · 1955 · 1956 · 1957 · 1958 · 1959 · 1960 · 1961 · 1962 · 1963 · 1964 · 1965 · 1966 · 1967
↓ open tijdperk ↓
1968 (m-v-md-vd-gd) · 1969 (m-v-md-vd-gd) · 1970 (m-v-md-vd-gd) · 1971 (m-v-md-vd-gd) · 1972 (m-v-md-vd-gd) · 1973 (m-v-md-vd-gd) · 1974 (m-v-md-vd-gd) · 1975 (m-v-md-vd-gd) · 1976 (m-v-md-vd-gd) · 1977 (m-v-md-vd-gd) · 1978 (m-v-md-vd-gd) · 1979 (m-v-md-vd-gd) · 1980 (m-v-md-vd-gd) · 1981 (m-v-md-vd-gd) · 1982 (m-v-md-vd-gd) · 1983 (m-v-md-vd-gd) · 1984 (m-v-md-vd-gd) · 1985 (m-v-md-vd-gd) · 1986 (m-v-md-vd-gd) · 1987 (m-v-md-vd-gd) · 1988 (m-v-md-vd-gd) · 1989 (m-v-md-vd-gd) · 1990 (m-v-md-vd-gd) · 1991 (m-v-md-vd-gd) · 1992 (m-v-md-vd-gd) · 1993 (m-v-md-vd-gd) · 1994 (m-v-md-vd-gd) · 1995 (m-v-md-vd-gd) · 1996 (m-v-md-vd-gd) · 1997 (m-v-md-vd-gd) · 1998 (m-v-md-vd-gd) · 1999 (m-v-md-vd-gd) · 2000 (m-v-md-vd-gd) · 2001 (m-v-md-vd-gd) · 2002 (m-v-md-vd-gd) · 2003 (m-v-md-vd-gd) · 2004 (m-v-md-vd-gd) · 2005 (m-v-md-vd-gd) · 2006 (m-v-md-vd-gd) · 2007 (m-v-md-vd-gd) · 2008 (m-v-md-vd-gd) · 2009 (m-v-md-vd-gd) · 2010 (m-v-md-vd-gd) · 2011 (m-v-md-vd-gd) · 2012 (m-v-md-vd-gd) · 2013 (m-v-md-vd-gd) · 2014 (m-v-md-vd-gd) · 2015 (m-v-md-vd-gd) · 2016 (m-v-md-vd-gd) · 2017 (m-v-md-vd-gd) · 2018 (m-v-md-vd-gd) · 2019 (m-v-md-vd-gd) · 2020 · 2021 (m-v-md-vd-gd) · 2022 (m-v-md-vd-gd) · 2023 (m-v-md-vd-gd) · 2024 (m-v-md-vd-gd)
Lijst van Wimbledonwinnaars · Toernooien per editie